# Arturo Yamasaki
Arturo Yamasaki Maldonado (Lima, 1929. május 11. – Mexikóváros, 2013. július 23.) perui, majd mexikói nemzetközi labdarúgó-játékvezető.
Teljes neve: Arturo Maximo Yamasaki Maldonado. A legnemzetközibb, perui-mexikói játékvezető, perui születésű, apja japán, házassága miatt 1968. augusztus 1-jén Mexikóba költözött. Beceneve sziszegő. Polgári foglalkozása testnevelő tanár.

## Pályafutása

### Nemzeti játékvezetés
Játékvezetésből 1957-ben Peruban vizsgázott. A nemzeti bajnokság élvonalába – családi sportvezetői segédlettel – üstökösként robbant be. 1958-ban Peruban lett az I. Liga játékvezetője. A küldési gyakorlat szerint rendszeres partbírói tevékenységet is végzett. A mexikói I. Liga játékvezetőjeként 1975-ben vonult vissza.

### Nemzetközi játékvezetés
Előbb a Perui labdarúgó-szövetség Játékvezető Bizottsága (JB) (1961–1966 ), majd a Mexikói labdarúgó-szövetség JB (1966–1975) terjesztette fel nemzetközi játékvezetőnek, a Nemzetközi Labdarúgó-szövetség (FIFA) 1961-től tartotta nyilván bírói keretében. A FIFA JB központi nyelvei közül a spanyolt és az angolt beszélte. Több nemzetek közötti válogatott és klubmérkőzést vezetett, vagy működő társának partbíróként segített. Az aktív nemzetközi játékvezetéstől 1974-ben búcsúzott. Válogatott mérkőzéseinek száma: 30. "A" minősítés: 23, "B" minősítés: 7.

#### Labdarúgó-világbajnokság
A világbajnoki döntőkhöz vezető úton Chilébe a VII., az 1962-es labdarúgó-világbajnokságra, Angliába a VIII., az 1966-os labdarúgó-világbajnokságra, valamint Mexikóba a IX., az 1970-es labdarúgó-világbajnokságra a FIFA JB játékvezetőként alkalmazta. A FIFA JB előírása szerint, ha nem működik játékvezetőként, akkor partbíróként segíti valamelyik játékvezető társát. 1962-ben az egyik legjobb dél-amerikai játékvezető volt, minden mérkőzését a nehéz kategóriába sorolták. Foglalkoztatása miatt a többi dél-amerikai játékvezető egy mérkőzésen vezetett, illetve csak partbíróként tevékenykedett. Egy csoportmérkőzésen tevékenykedett partbíróként. 1966-ban kettő csoportmérkőzésen és az egyik negyeddöntőben volt a játékvezető segítője. 1970-ben Diego de Leo társaságában a legjobb játékvezetőnek tartották. Az egyik német játékos Uwe Seeler emlékirataiban a vereséget úgy állítja be, hogy a játékvezető az olaszokhoz húzott. Kettő csoporttalálkozón segített partbíróként. Világbajnokságon vezetett mérkőzéseinek száma: 5 + 6 (partbíró).

##### 1962-es labdarúgó-világbajnokság

###### Világbajnoki mérkőzés
| Időpont          | Helyszín                                     | Mérkőzés típusa              | Mérkőzés               | Eredmény | Nézők száma |
| ---------------- | -------------------------------------------- | ---------------------------- | ---------------------- | -------- | ----------- |
| 1962. június 6.  | Estadio El Teniente, Rancagua                | csoportmérkőzés (4. csoport) | Magyarország–Argentína | 0 – 0    | 7945        |
| 1962. június 10. | Estadio Nacional de Chile, Santiago de Chile | egyik negyeddöntő            | Jugoszlávia–NSZK       | 1 – 0    | 63 324      |
| 1962. június 13. | Estadio Nacional de Chile, Santiago de Chile | egyik elődöntő               | Brazília–Chile         | 0 – 0    | 76 500      |

##### 1966-os labdarúgó-világbajnokság

###### Világbajnoki mérkőzés
| Időpont          | Helyszín                | Mérkőzés típusa              | Mérkőzés             | Eredmény | Nézők száma |
| ---------------- | ----------------------- | ---------------------------- | -------------------- | -------- | ----------- |
| 1966. július 20. | Wembley Stadion, London | csoportmérkőzés (1. csoport) | Anglia–Franciaország | 2 – 0    | 98 000      |

##### 1970-es labdarúgó-világbajnokság

###### Selejtező mérkőzés
| Időpont         | Helyszín                      | Mérkőzés típusa       | Mérkőzés          | Eredmény |
| --------------- | ----------------------------- | --------------------- | ----------------- | -------- |
| 1969. június 8. | Központi Stadion, Tegucigalpa | elődöntő (2. csoport) | Honduras–Salvador | 1 – 0    |

###### Világbajnoki mérkőzés
| Időpont          | Helyszín                    | Mérkőzés típusa | Mérkőzés         | Eredmény | Nézők száma |
| ---------------- | --------------------------- | --------------- | ---------------- | -------- | ----------- |
| 1970. június 17. | Estadio Azteca, Mexikóváros | egyik elődöntő  | Olaszország–NSZK | 4 – 3    | 102 444     |

#### Copa América
Bolívia a 28., az 1963-as Copa América, Uruguay a 29., az 1967-es Copa América labdarúgó tornát rendezte, ahol a CONMEBOL JB bíróként vette igénybe szolgálatát.

##### 1963-as Copa América

###### Copa América mérkőzés
| Időpont           | Helyszín                                            | Mérkőzés típusa | Mérkőzés           | Eredmény | Nézők száma |
| ----------------- | --------------------------------------------------- | --------------- | ------------------ | -------- | ----------- |
| 1963. március 10. | Hernando Siles Stadion, La Paz                      | csoportmérkőzés | Bolívia–Ecuador    | 4 – 4    | 15 000      |
| 1963. március 17. | Félix Capriles Stadion, Cochabamba                  | csoportmérkőzés | Bolívia–Kolumbia   | 2 – 1    | 18 000      |
| 1963. március 20. | Félix Capriles Stadion, Cochabamba                  | csoportmérkőzés | Argentína–Ecuador  | 4 – 2    | 20 000      |
| 1963. március 24. | Hernando Siles Stadion, La Paz (település, Bolívia) | csoportmérkőzés | Argentína–Brazília | 3 – 0    | 30 000      |
| 1963. március 28. | Hernando Siles Stadion, La Paz (település, Bolívia) | csoportmérkőzés | Bolívia–Argentína  | 3 – 2    | 20 000      |
| 1963. március 31. | Hernando Siles Stadion, La Paz (település, Bolívia) | csoportmérkőzés | Argentína–Paraguay | 1 – 1    | 15 000      |

##### 1967-es Copa América

###### Copa América mérkőzés
| Időpont            | Helyszín                                     | Mérkőzés típusa | Mérkőzés       | Eredmény | Nézők száma |
| ------------------ | -------------------------------------------- | --------------- | -------------- | -------- | ----------- |
| 1966. november 30. | Estadio Nacional de Chile, Santiago de Chile | előselejtező    | Chile–Kolumbia | 5 – 2    | 80 000      |

#### Olimpiai játékok
Mexikóban rendezték a XIX., nagy magasságú 1968. évi nyári olimpiai játékok olimpiai labdarúgó torna döntő mérkőzéseinek, ahol a FIFA JB bíróként foglalkoztatta. A FIFA JB elvárásának megfelelően, ha nem vezetett, akkor valamelyik működő társának segített partbíróként. Kettő csoportmérkőzésen és a döntőben, a magyar–bolgár mérkőzésen Diego De Leonak lehetett az egyes számú partbírója. Az első számú partbíró egyik feladata, játékvezető sérülése esetén átvegye a játék irányítását. Vezetett mérkőzéseinek száma: 2 + 3 (partbíró).

##### 1968. évi nyári olimpiai játékok
| Időpont           | Helyszín                              | Mérkőzés típusa              | Mérkőzés               | Eredmény |
| ----------------- | ------------------------------------- | ---------------------------- | ---------------------- | -------- |
| 1968. október 17. | Estadio Jalisco, Guadalajara          | csoportmérkőzés (C. csoport) | Magyarország–Izrael    | 1 – 0    |
| 1968. október 20. | Estadio Jalisco, Guadalajara (Mexikó) | egyenes kiesés               | Magyarország–Guatemala | 1 – 0    |

#### Nemzetközi kupamérkőzések
Vezetett kupadöntők száma: 4.

##### Interkontinentális kupa
| Időpont              | Helyszín                                    | Mérkőzés típusa        | Mérkőzés                                  | Eredmény | Nézők száma |
| -------------------- | ------------------------------------------- | ---------------------- | ----------------------------------------- | -------- | ----------- |
| 1965. szeptember 15. | Libertadores de América Stadion, Avellaneda | második döntő mérkőzés | CA Independiente–FC Internazionale Milano | 0 – 0    | 90 000      |

##### Copa Libertadores
| Időpont           | Helyszín                                                   | Mérkőzés típusa         | Mérkőzés                     | Eredmény | Nézők száma |
| ----------------- | ---------------------------------------------------------- | ----------------------- | ---------------------------- | -------- | ----------- |
| 1965. április 9.  | Libertadores de América Stadion, Avellaneda (Buenos Aires) | döntő első mérkőzés     | CA Independiente–CA Peñarol  | 1 – 0    | 45 000      |
| 1965. április 12. | Estadio Centenario, Montevideo                             | döntő második mérkőzés  | CA Peñarol– CA Independiente | 3 – 1    | 45 000      |
| 1965. április 15. | Estadio Nacional de Chile, Santiago de Chile               | döntő harmadik mérkőzés | CA Independiente–CA Peñarol  | 4 – 1    | 40 000      |

## Sportvezetőként
Az aktív játékvezetői pályafutását követően a Mexikói labdarúgó-szövetség Játékvezető Bizottságában (JB) tevékenykedett, 2006-ban vonult vissza. Idős kora ellenére 2008-ban a perui Labdarúgó-szövetség szaktanácsadójaként tevékenykedik.

## Szakmai sikerek
- Az 1962-es labdarúgó-világbajnokságon Chilében mutatott játékvezetői teljesítményének elismeréseként a FIFA jelen lévő vezetője, Stanley Rous Ezüst Síp elismerésben részesítette.
- 1978-ban a nemzetközi játékvezetés hírnevének erősítése, hazájában 10 éve a legmagasabb Ligában (osztályban) folyamatosan tevékenykedő, eredményes pályafutása elismeréseként, a FIFA JB felterjesztésére az 1965-ben alapított International Referee Special Award címmel és oklevéllel tüntette ki.